# Mattia Bortoloni
Mattia Bortoloni (Canda o San Bellino, 31 marzo 1696 – Bergamo, 1750) è stato un pittore italiano del periodo del rococò, la cui attività si riscontra in molteplici opere eseguite tra Veneto Lombardia e Piemonte.
Nonostante l'apprezzamento dei suoi contemporanei, successivamente rimase a lungo sottovalutato, solo con gli studi dell'ultima metà del Novecento gli è stata riconosciuta una meritata posizione tra gli "estrosi" capofila della pittura rococò veneta. Studi che stanno ancora restituendo alla firma del Bortoloni opere variamente attribuite ad altri o ignorate dalla letteratura critica.

## Biografia
Mattia Bortoloni nacque in Polesine, ma data la scarsità di documenti finora rintracciati, resta incerto l’esatto luogo di nascita. Basandosi su una fonte antica e abbastanza affidabile (Francesco Saverio Bartoli, Le pitture, sculture ed architetture della città di Rovigo, 1793) viene indicato San Bellino. In base alla riscoperta dell’atto di battesimo, resa nota nel convegno tenutosi nel 1987, viene spesso riportato invece come nato a Canda, nella cui parrocchiale fu effettivamente battezzato cinque mesi più tardi, il 2 di agosto. Alcune pubblicazioni citano anche Castelguglielmo dove, sulla strada per San Bellino, la famiglia Bortoloni possedeva una casa – dotata anche di un oratorio – passata in proprietà nel 1719 a Giovanni Battista, fratello minore del pittore.

Costruzione della Torre di Babele, 1716-1717, affresco, Piombino Dese, Villa Coner.

Quando ancora Mattia era un bambino la famiglia, pur mantenendo i rapporti con il territorio d'origine, si trasferì a Venezia. Qui fu allievo nello studio di Antonio Balestra da cui apprese il rigore interpretativo dei maestri più antichi. Oltre ai ben assimilati insegnamenti del maestro – che hanno talvolta condotto gli storici ad equivoci attributivi – seppe formarsi una propria individualità artistica mutuando ed elaborando il proprio approccio alla pittura anche da altri artisti più anziani ma a lui contemporanei – come Dorigny, Bencovich, Piazzetta e Ricci – o del Seicento, tra cui in special modo Carpioni. Le sue capacità furono ben presto evidenti, acquisendo fin da giovane una piena autonomia di mestiere e una padronanza artistica tale da farsi notare tra i giovani artisti veneti emergenti dell'inizio del XVIII secolo. 

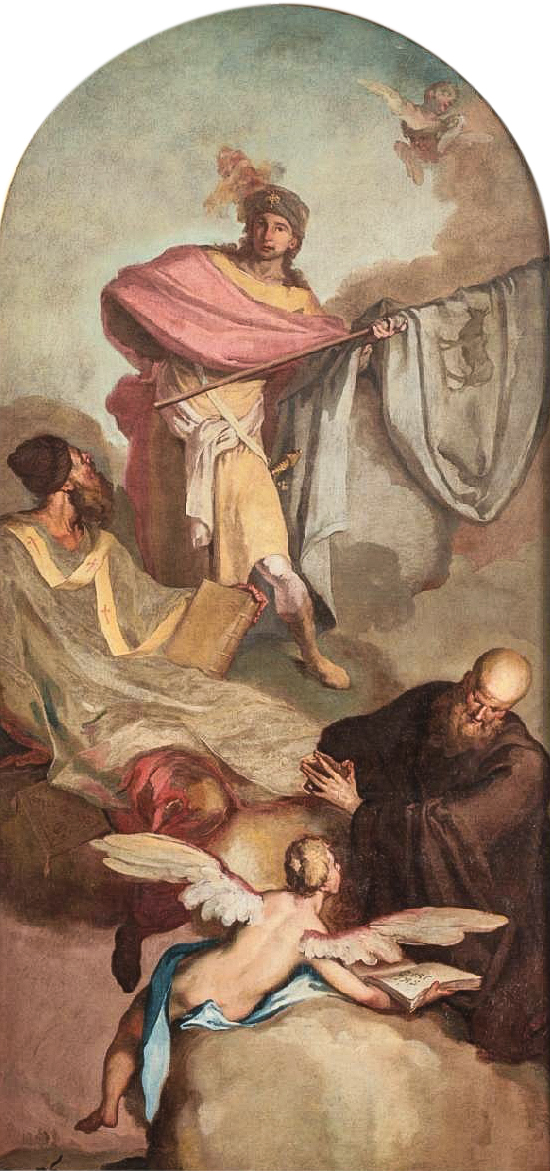
Santi Bovo, Spiridione e Francesco di Paola, 1719, Castelguglielmo, Chiesa di San Nicolò Vescovo.

### Esordi
Nel dicembre del 1716, appena ventenne, Andrea Corner gli commissionò l'incarico di decorare la palladiana villa Cornaro, residenza di famiglia situata presso Piombino Dese, in provincia di Padova. Commissione per altro ben documentata dall'Ivanoff con il ritrovamento e la pubblicazione dei contratti nel 1950; nel saggio emerge anche un immediatamente precedente incarico per la decorazione di un non identificato palazzo dei Corner a Padova. Nella villa euganea, incorniciati dagli stucchi Bortolo Cabianca (fratello dello scultore Francesco), dipinse un ciclo di centoquattro riquadri ad affresco caratterizzati da rarefatte visioni prospettiche con rappresentazioni figurative decisamente allungate di un gusto quasi pre-neoclassico, con scene tratte dal Vecchio e dal Nuovo Testamento, alle quali si aggiungono cinquantotto allegorie a monocromo ispirate all'Iconologia di Cesare Ripa. La tematica del ciclo rivela episodicamente come fonte iconografica la Bibbia pubblicata ad Amsterdam nel 1700 da Pieter Mortier, allo stesso tempo, così insolita per una committenza civile e soprattutto per l'estensione, trova una evidente motivazione nella ripetizione di simboli tipici della massoneria, cui evidentemente Andrea Corner ed il cugino Francesco, ambasciatore a Londra, erano affiliati. 
Nell'estate del 1717, dopo la fine dell'esteso lavoro, Bortoloni sposò Vittoria Vettorelli, in una non identificata chiesa di Piombino.
È ascrivibile al 1719 la prima opera per la sua terra avita: la pala dei Santi Bovo, Spiridione e Francesco di Paola per la parrocchiale di Castelguglielmo, ora riposto nella sagrestia. Si tratta di un dipinto in stretta relazione con le soluzioni spaziali, cromatiche e figurative degli affreschi di Piombino Dese. Quel ciclo risulta anche fonte per alcuni elementi iconografici, fra tutti il volto della figura eretta di san Bovo così rassomigliante al supposto autoritratto di villa Corner nel riquadro di Davide benedicente e offerente davanti all'Arca.

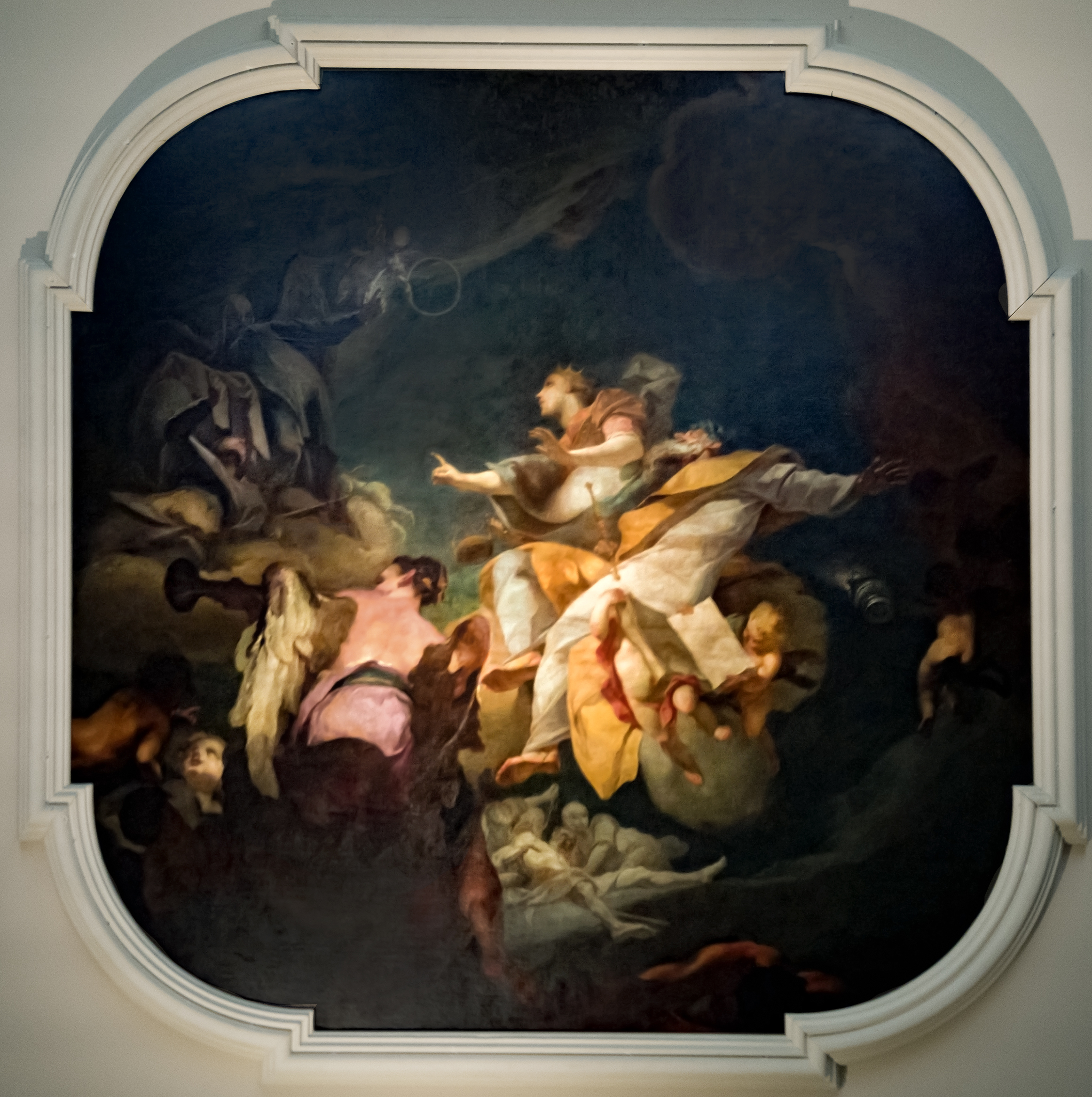
Allegoria del merito ,1720/1730, Venezia, Ca' Rezzonico.

### A Venezia verso la maturità
Negli anni venti del Settecento, probabilmente dopo aver realizzato i quattro affreschi monocromi con le Storie di Alessandro Magno per la villa Morosini Vendramin Calergi a Fiesso Umbertiano, fu attivo prevalentemente a Venezia. Qui, a stretto contatto (ed anche in concorrenza) con Ricci, Piazzetta e Tiepolo, maturò la sua personalità artistica sebbene i lavori siano collocabili temporalmente per lo più in base all'evoluzione stilistica. Mentre l'Allegoria del merito dipinto per un ignoto palazzo veneziano e ora al museo di Ca' Rezzonico, è considerabile opera precoce, si possono datare tra il 1720 e il 1723 gli affreschi sulle volte della scala d'onore e della relativa lanterna di Ca' Farsetti con il Trionfo della Poesia, il Trionfo della Nobiltà e delle Virtù sul Tempo e il Trionfo delle Arti. Nel 1723 fu avverso a Tiepolo e al vincente Piazzetta nel concorso per la cappella di San Domenico ai Santi Giovanni e Paolo. Successivamente dipinse Scipione rifiuta gli onori ragali, ora a Newport e la Caccia al cinghiale, ora al Musée de la chasse et de la nature di Parigi. Attorno al 1725 dipinse la grande tela da soffitto Giunone chiede ad Eolo di liberare i venti sempre a Ca' Farsetti e nel 1727 realizzò l'Apoteosi della famiglia Sceriman per il loro palazzo in Lista di Spagna. Concluse le sue produzioni a Venezia nel 1729 con gli affreschi per la chiesa dei Tolentini; la Gloria di san Gaetano da Thiene sul soffitto del coro, e le scene a monocrome della vita di san Nicola da Tolentino alternate dal Trionfo della Fede e il Trionfo della Speranza, dipinti sulla volta del cappella dedicate al santo. 

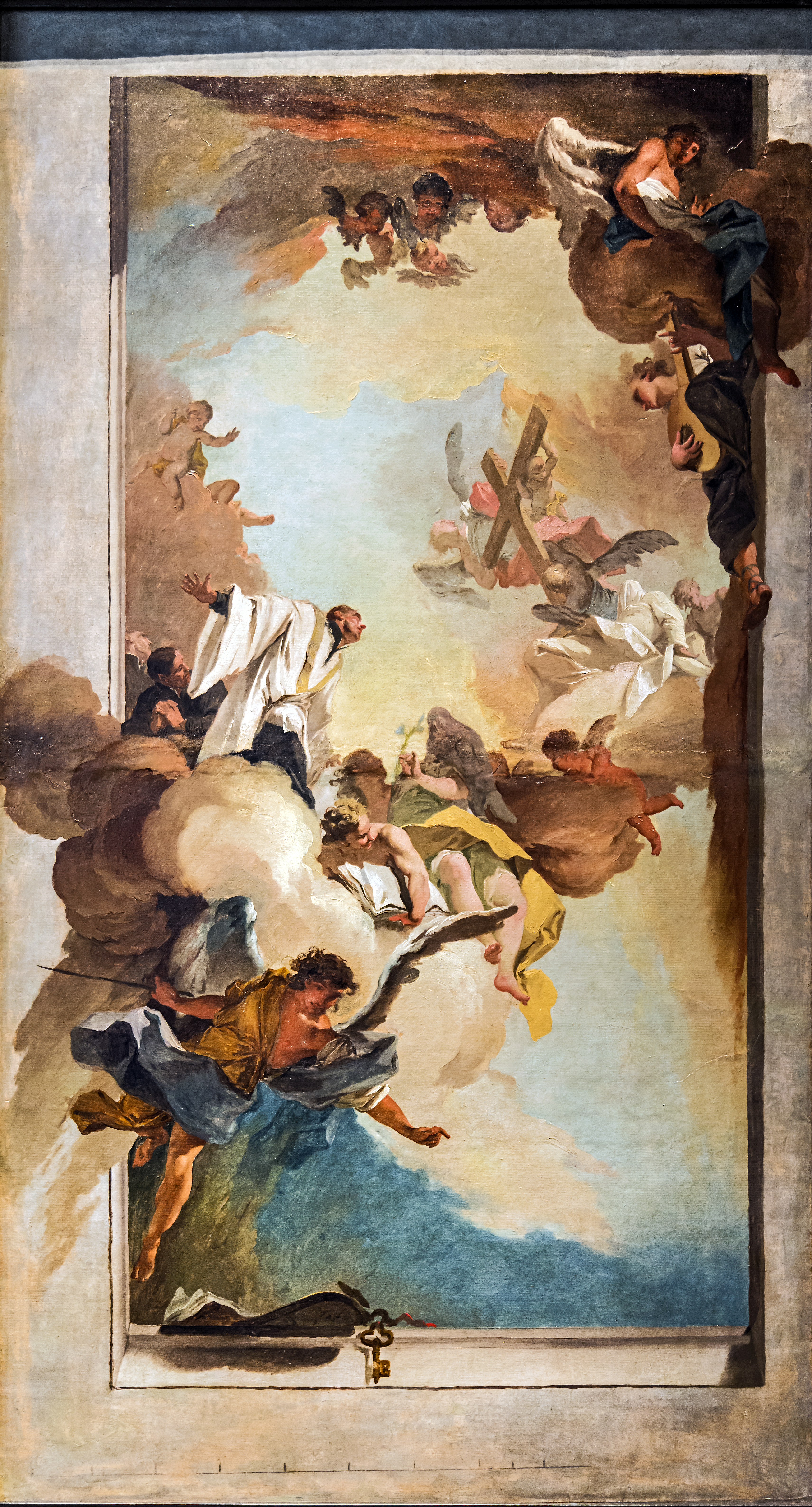
Bozzetto per la Gloria di san Gaetano da Thiene sul soffitto del presbiterio della chiesa dei tolentiniGloria di san Gaetano da Thiene, 1729, Venezia, Gallerie dell'Accademia.

Al di fuori della città dominante sono da segnalare altre opere eseguite tra il 1723 ed il1727 come il ciclo di affreschi di Villa Albrizzi a Preganziol (un tempo attribuite al Crosato) e la piccola pala della Madonna coni santi Antonio da Padova, Girolamo e Gabriele Arcangelo della parrocchiale di Selve. L'opera fortemente pittoniana, ma anche vicina ai lavori del suo compagno negli studi presso Balestra Giambattista Mariotti, fu commissionata probabilmente dalla famiglia Bujačić per la chiesetta di Sant'Antonio o forse per il convento francescano soppresso nel 1806. 
Due ulteriori opere fuori Venezia, probabilmente del 1727 o di poco successive, sono le pale di Santa Maria Maddalena con un angelo crocifero e della Madonna col Bambino e i santi Vittore e Corona per la parrocchiale di Fanzolo; ambedue le tele, di netta influenza piazzettesca, rimasero a lungo ignorate dalla critica.
Si può così dire che sul finire di questo secondo decennio del Settecento Bortoloni iniziò ad esplorare nuove possibilità di lavoro fuori Venezia: la scena affollata da pittori di genio e destinata ad essere dominata dal Tiepolo aveva già sollecitato l'emigrazione altri validi pittori come Crosato, Diziani e Fontebasso. Ed in effetti questi anni, e i successivi, lo videro sempre più attivo nei territori del dogado, intrecciando cronologicamente l'esecuzione di opere nel Friuli e nel Veneto, e spingendosi dal suo Polesine oltre al Po nella città di Ferrara e anche, dapprima episodicamente poi pressoché definitivamente, nella Lombardia austriaca. 

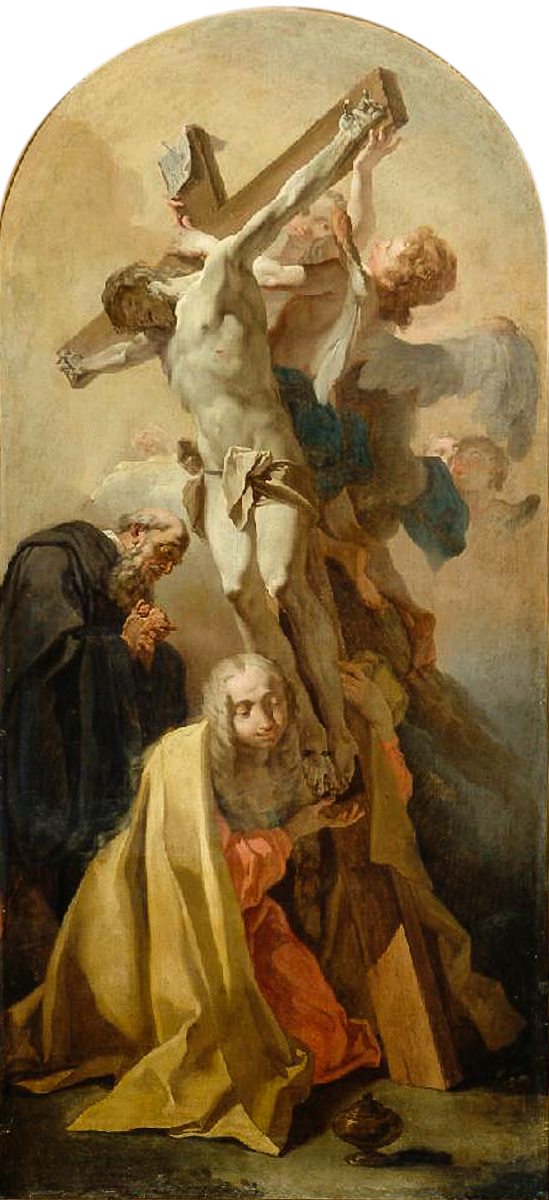
Cristo in croce con i santi Maddalena e Benedetto, Monselice, chiesa di Santa Giustina.

### Girando per il Veneto, il Friuli e la sosta a Ferrara
È di nuovo riscontrabile la matrice piazzettesca nelle luci del Cristo in croce con i santi Maria Maddalena e Benedetto di Monselice, questa volta fusa con la lezione del Balestra nella figura del Cristo ed alcune ascendenze crespiane nella figura addolorata della Maddalena probabilmente; il dipinto ora nella chiesa di Santa Giustina proviene dalla chiesa di Santa Rosa per cui probabilmente fu dipinto nel 1730 circa. 
Tra il 1732 ed il 1735, dipinse l'Elemosina di san Tommaso da Villanova per la demolita chiesa della Trinità annessa al monastero delle monache agostiniane di Rovigo, ora conservata all'Accademia dei Concordi. La tela, dalle nette assonanze stilistiche con la Crocifissione di Monselice, un tempo attribuita a Gregorio Lazzarini – e più tardi ad un seguace di Tiepolo – fu identificata come opera di Bortoloni dall'Ivanoff nel 1950. L'opera è particolarmente indicativa della sensibilità dell'autore e organizzata dinamicamente in due porzioni: in quella superiore le figure e gli sguardi dei santi Agostino e Antonio sono rivolti al cielo, in quella inferiore il san Tommaso, poco ieraticamente accasciato a sedere, consegna l'elemosina alla realistica poverella il cui timido e triste infante si ritrae sopra le sue spalle. 
Tendenzialmente poco più tarde (1734-1735) sono le due grandi tele Adorazione dei Re Magi e Adorazione dei pastori che il pittore dipinse per la chiesa arcipretale dei Santi apostoli Pietro e Paolo a Fratta Polesine.
Presumibilmente sono collocabili attorno al 1735 sono i dipinti riscoperti più recentemente da Enrico Lucchese: la piccola pala di Sant’Antonio per l'oratorio della Rotonda – ma ora nella foresteria della vicina Villa Valmarana – e la Sacra famiglia con i santi Antonio da Padova e Chiara nella chiesa di Sant’Antonio da Padova a Latisana. Quest'ultima pala, a riprova dell'interesse critico che suscita, era stata prima variamente attribuita a Giambettino Cignaroli, Jacopo Amigoni e poi nel 1968 a Francesco Cappella.
Tra il 1735 ed il 1738 fu attivo a Ferrara – unico pittore veneto in quella metà del secolo – dapprima con la pala per la cattedrale il Miracolo di san Tommaso d'Aquino (commissionata nel 1735) e poi con l'altra pala della Madonna col Bambino e i santi Cosma e Damiano (1737) per l'oratorio Santi Cosma e Damiano detto de' Spiziali.
Probabilmente riferibili al periodo ferrarese sono i due bozzetti del Miracolo di san Vincenzo Ferrer ora al Museo Thyssen-Bornemisza di Madrid, il dipinto presente nella chiesa di San Domenico, realizzato seguendo fedelmente queste tracce, fu realizzato invece da Luigi Corbi nel 1790. 

### Trasferimento in Lombardia
Dopo i primi incarichi episodici, gli affreschi di palazzo Casati Dugnani di Milano e quelli del palazzo Brentano di Corbetta – sicuramente negli anni trenta del secolo – l'attività principale dl Bortoloni fu concentrata prevalentemente nella Lombardia austriaca. 
Incontrò di nuovo i lavori del Tiepolo dipingendo anch'egli alcuni soffitti nel piano nobile di palazzo Clerici (1740 c.):  l'Apoteosi di un eroe (forse Giorgio II Clerici) sopra lo scalone; un'altra Apoteosi  (forse rappresentante il marchese Antonio Giorgio e la moglie Fulvia Visconti) ed Eolo e i venti nell'appartamento padronale; a questi si aggiunge una rovinata e rimaneggiata Allegoria  – riferibile al buon governo austriaco – nella galleria dei quadri e probabilmente anche altre decorazioni perdute.
A Milano fu attivo anche nei temi sacri con la Gloria di sant'Alessandro Sauli per i Barnabiti di San Barnaba nel 1742, e il Beato Bernardo Tolomei che benedice le offerte per gli Olivetani di San Vittore al Corpo nel 1745.
Per la committenza religiosa fu attivo anche in altre città lombarde nel 1742 circa: gli affreschi della cappella e dell'anticappella del Corpus Domini nel duomo di Monza, l'affresco del Trionfo della Carità nel vescovado di Lodi e l'Assunta  nella parrocchiale dei Santi Pietro e Paolo a Ospedaletto Lodigiano.
E ancora nella provincia lombarda fu attivo per altre commissioni civili: l'affresco del Carro del sole nella sala di Apollo del palazzo Rasini a Cavenago Brianza nel 1745 e nel 1746-1747 il ciclo di affreschi per la residenza di campagna dei marchesi Casnedi (ora villa Raimondi Carpegna) a Birago di Lentate già curiosamente descritti nella letteratura critica come Storie di Cleopatra, e invece Storie di Paride ed Elena nel salone del pianterreno e Storie di Aureliano e Zenobia in quello del piano nobile

### La parentesi piemontese

Santuario di Vicoforte, Mattia Bortoloni con le quadrature di Felice Biella, Glorie della Vergine, 1746-1748.
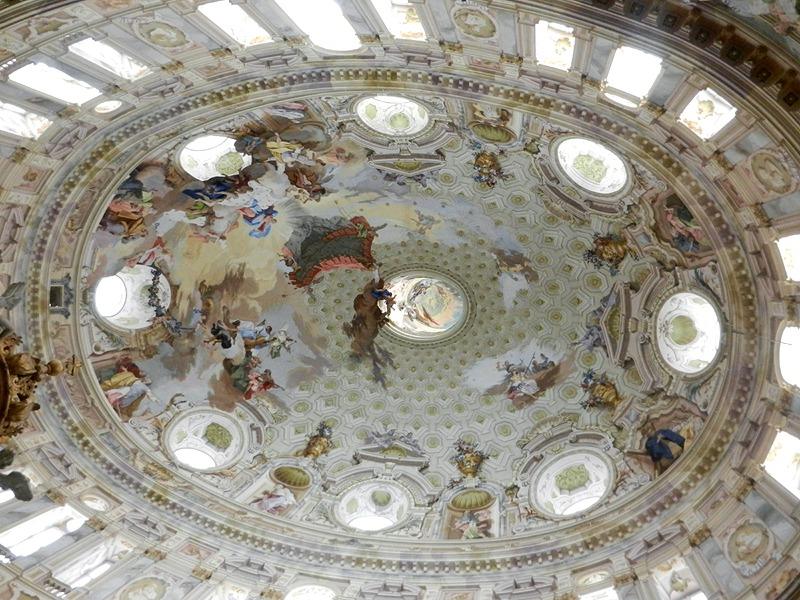
Assieme della cupola.
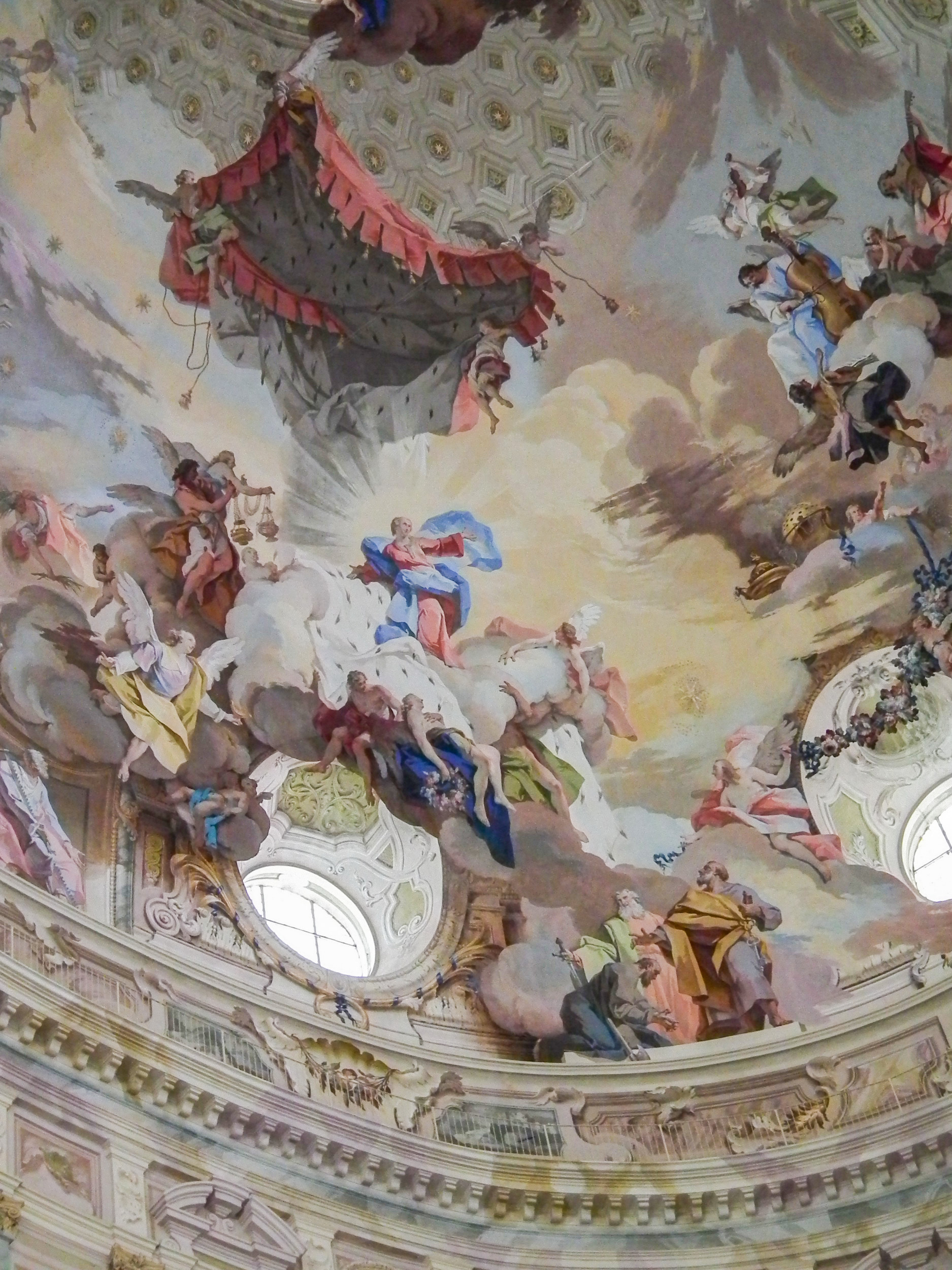
Assunzione, particolare.
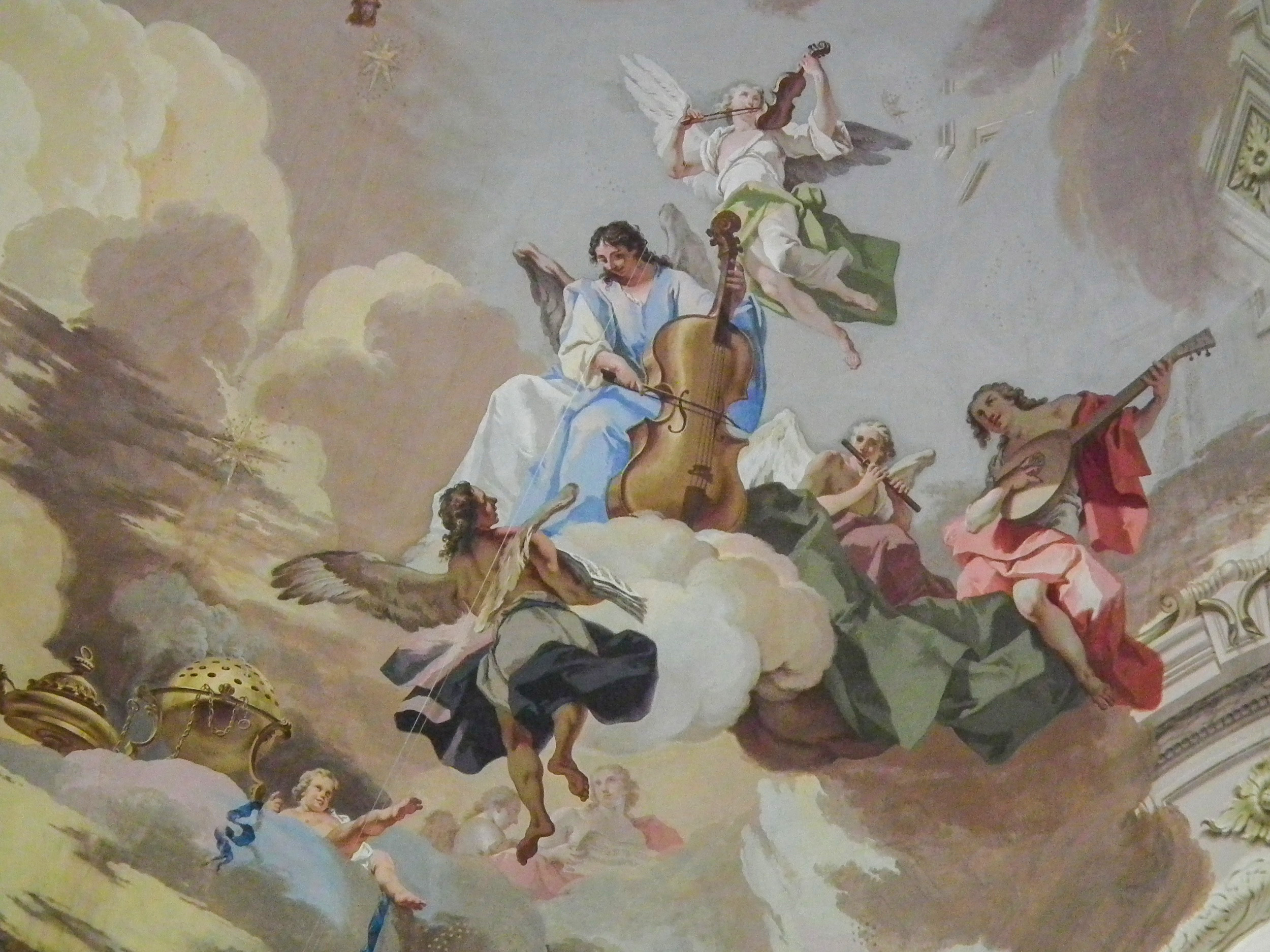
Angeli musicanti, particolare.
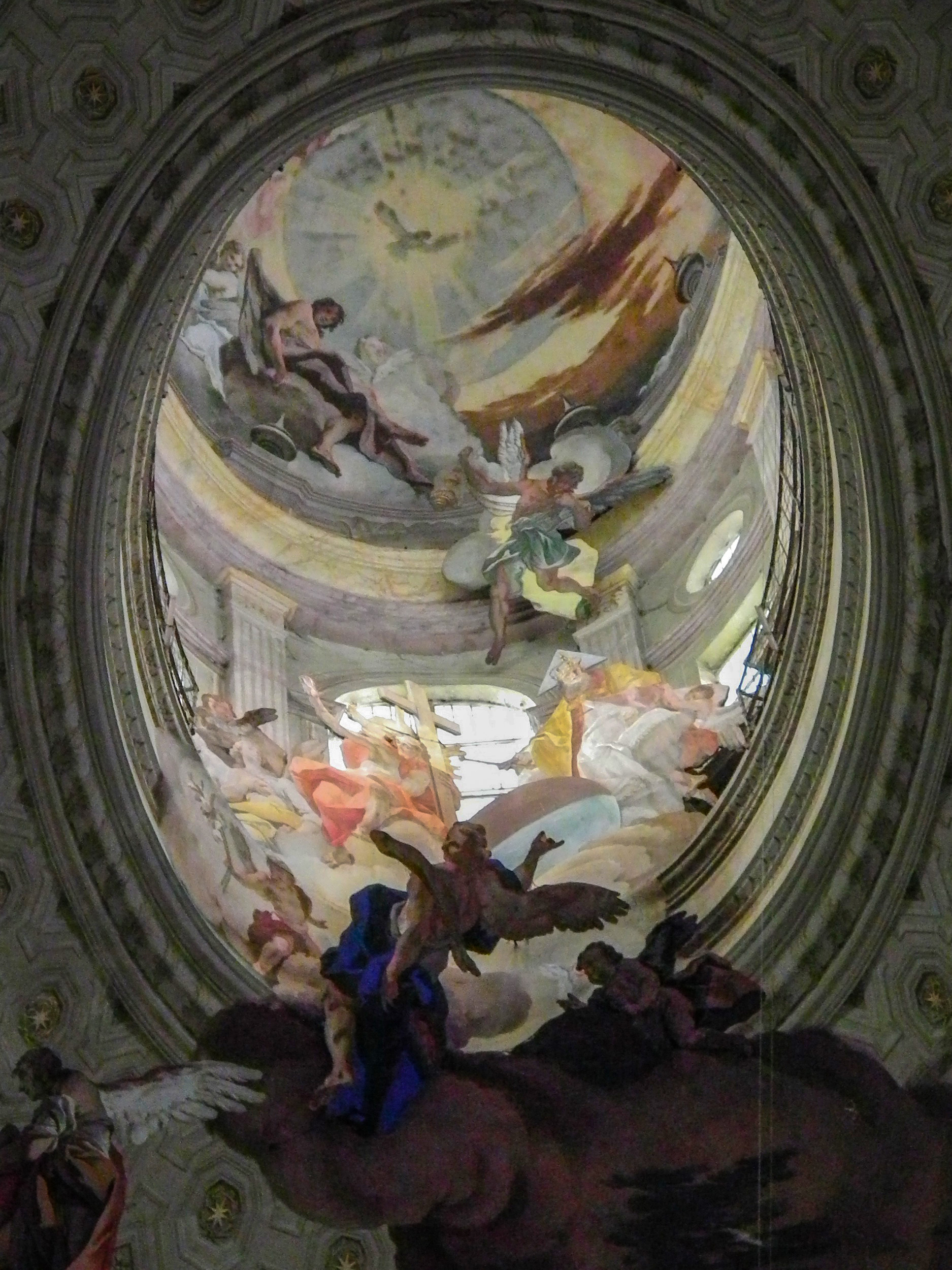
Trinità in Gloria, particolare della lanterna.

Nel 1746 Bortoloni iniziò la sua avventura piemontese dove – probabilmente su segnalazione di Felice Biella, conosciuto quando frescava nel vescovado di Lodi – riuscì ad introdursi con successo nell'intricata vicenda del santuario di Vicoforte. Il progetto era la decorazione pittorica dell'enorme volta ovale a cupola; il primo incarico già nel 1735 a Giuseppe e Nicola Dallamani non aveva avuto seguito, più tardi il lavoro eseguito da Pietro Antonio Pozzo venne cancellato in quanto non gradito. L'opera venne affidata allora a Giuseppe Galli Bibiena come quadraturista e a Sebastiano Galeotti come figurista e inizialmente Biella coadiuvò Bibiena. I lavori vennero presto interrotti per la morte di Galeotti nel 1941. Si tentò di sostituire il figurista con Alessandro Ferretti ma il cantiere venne definitivamente chiuso a causa della guerra Alla nuova coppia di pittori Bortoloni-Biella fu prima imposto l'esecuzione dell'affresco la Cena in Emmaus, nel refettorio del convento, come saggio prova. Successivamente, tra il 1746 e il 1748, poterono affrontare la decorazione della grande volta a cupola ellittica seguendo l'impostazione quadraturistica lasciata da Bibiena. Il risultato è di un gusto pienamente rococò con squarci di cielo che si aprono nella tessitura quadraturistica a finti cassettoni. Squarci in cui appaiono angeli musicanti e allegorie di virtù e una Madonna protetta da un ricco baldacchino, principesca più che umile, che ascende verso la Trinità in gloria nella grande lanterna: Squarci che talvolta scendono fino al bordo tamburo per ospitare gli apostoli, altrimenti presentati in finte nicchie. La movimentazione è completata da inserti sagomati, quasi sospesi, che spezzano la regolarità delle aperture facendo volare nell'aria le figure o più semplicemente ornando di ghirlande la composizione. 
Contemporaneamente, o subito successivamente, alla cupola di Vicoforte Bortoloni eseguì alcune opere per altre chiese piemontesi: la pala dell'Immacolata tra i santi Carlo, Felice e Martino per la cappella di San Carlo nella cattedrale di Mondovì, commissionata dall'allora vescovo;  probabilmente eseguito invece in committenza autonoma, fu l'ovale su tela raffigurante il Martirio di san Lorenzo nel coro della chiesa di San Lorenzo a Trino (1748-1749) dove nonostante il forte degrado restano percepibili gli insegnamenti del Balestra e gli influssi di Tiepolo; risulta invece perduta la decorazione a fresco di Sant'Andrea a Torino, di cui mancano anche bozzetti e disegni preparatori. 
Bortoloni non ebbe modo di entrare nelle grazie della nobiltà sabauda né della corona e ci risulta un'unica commissione civile: nuovamente con Felice Biella affrescò il grande soffitto raffigurante l'Olimpo e la Caduta dei giganti nel palazzo Barolo di Torino 1749. Avvolto nel mistero resta il disegno per la decorazione del soffitto di un teatro progettato con il quadraturista e scenografo Innocenzo Bellavite, secondo le annotazioni la costruzione avrebbe dovuto essere a Casale ma non ne sussiste traccia reale di esecuzione o demolizione. 

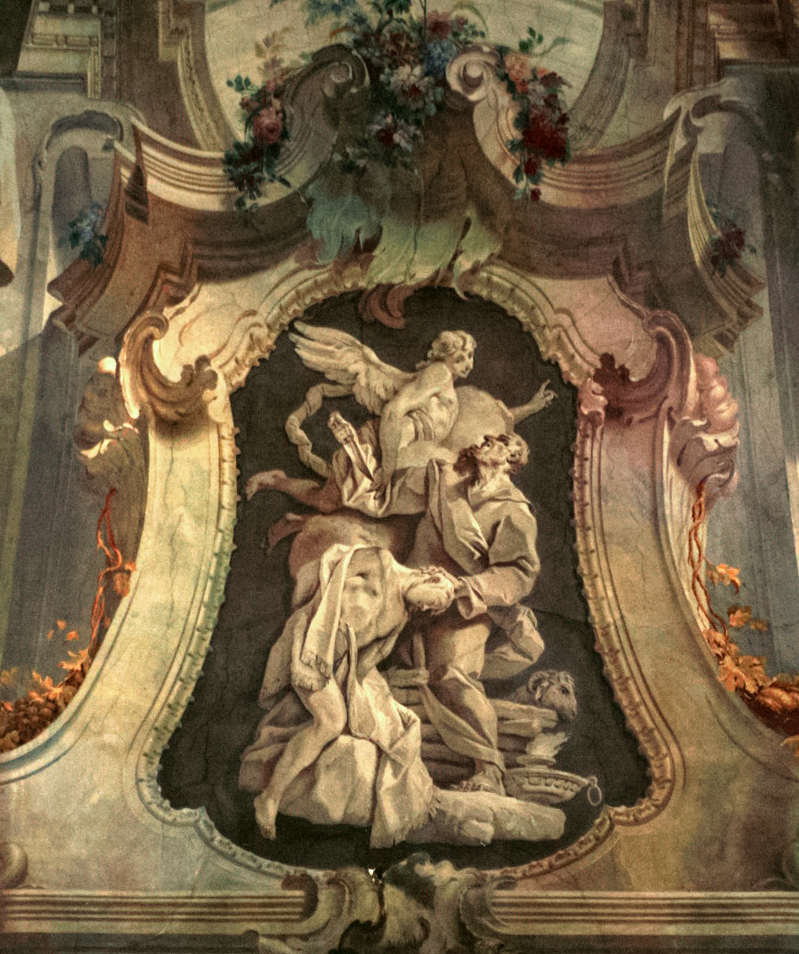
Sacrificio di Isacco, Bergamo, chiesa dei Santi Bartolomeo e Stefano.

### Gli ultimi anni
Fece così ritorno in Lombardia dove affrescò una stanza del palazzo Visconti a Brignano Gera d'Adda con Storie di Alessandro Magno (1748).
Soltanto nel 1749 tornò a lavorare nei territori della Serenissima iniziando gli affreschi della chiesa dei Santi Bartolomeo e Stefano a Bergamo. Il ciclo di dipinti avrebbe dovuto comprendere tutto il soffitto della chiesa e Bortoloni, con il suo linguaggio decisamente rococò, dichiaratamente intendeva seguirvi le esperienze prospettiche di padre Andrea Pozzo ben coadiuvato dal quadraturista comacino Francesco Palazzi Riva. Il rodigino riuscì a realizzare la complessa narrazione della Gloria del Santissimo Sacramento nel presbiterio: una composizione zigzagante che partendo dalla figura di Melchisedech passava dal re David a Giovanni Battista, per culminare nell'angelo che reca il calice. Sotto, in una partizione mistilinea, rappresentava in monocromo il Sacrificio d'Isacco come anticipazione dell'eucaristia. Il complesso, già pienamente concepito, dovette essere finito da Gaspare Diziani e Palazzi Riva: Bortoloni era morto improvvisamente nella sua casa milanese nell'estate del 1750.